# Kungliga Myntakabinettet

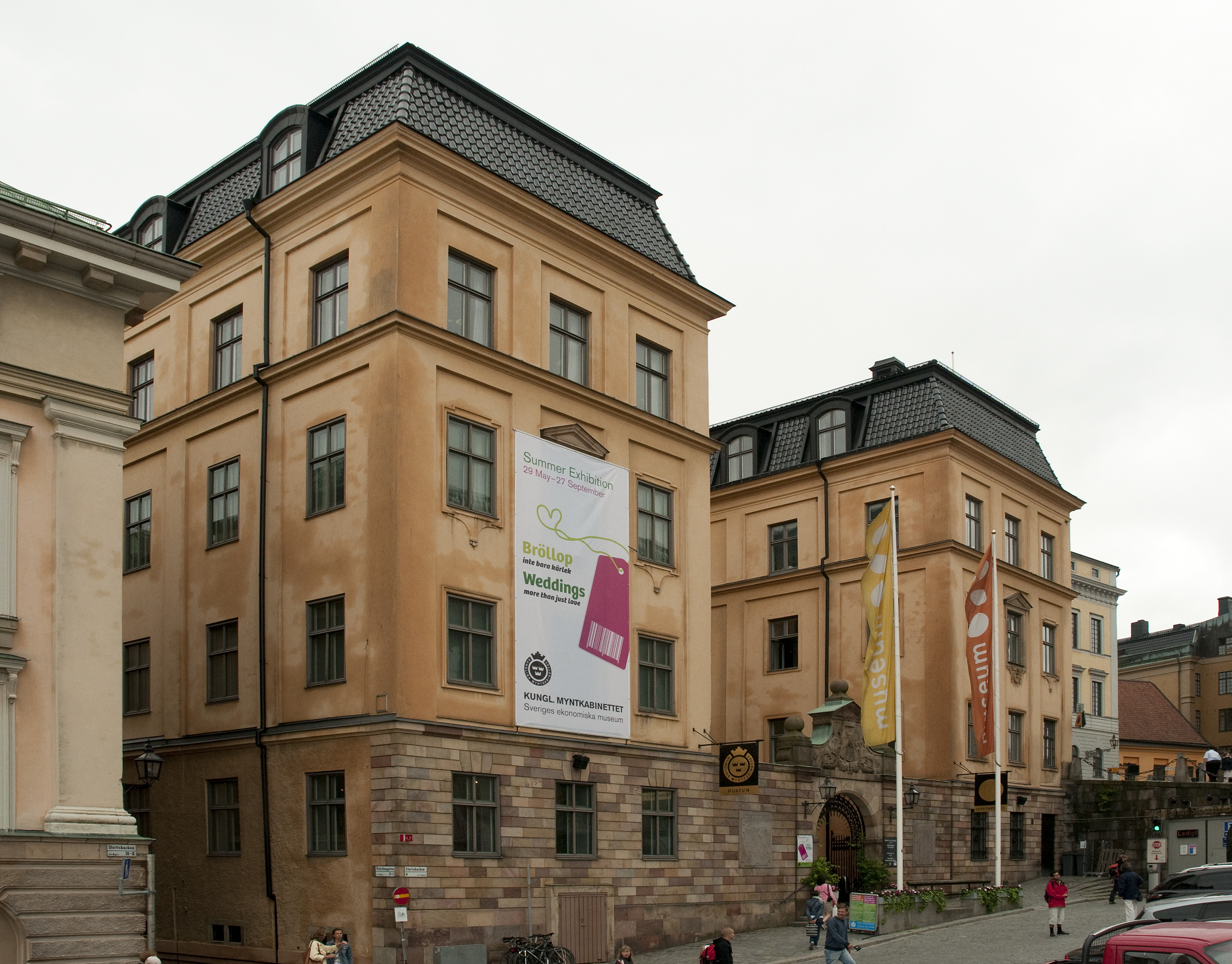
Kungliga Myntkabinettet

Il Kungliga Myntakabinettet (Gabinetto numismatico reale) è un museo situato a Slottsbacken, Gamla Stan, nel centro di Stoccolma, dedicato alla storia della moneta.
È un'istituzione che ha la responsabilità nazionale per la conservazione e lo sviluppo degli studi storici su monete, medaglie, e finanza in generale. Tramite le esposizioni l'istituzione offre uno sguardo sulla storia economica mondiale; inviando oggetti delle sue collezioni ricercatori e mostre in tutto il mondo sostiene lo sviluppo delle conoscenze del proprio ambito e tenendo il registro nazionale dei tesori monetari, aiuta gli studiosi svedesi di numismatica.
Sul giardino d'ingresso del museo c'è un'opera artistica di Elisabeth Ekstrand del 1996 denominata Vattenporfyrlek ("Gioco del porfido d'acqua") fatta di porfido e marmo.

## Mostre
Il museo include mostre di monete, banconote (la prima al mondo, emessa nel 1661 dallo Stockholm Banco), tesori e salvadanai. Di particolare interesse è la più antica moneta svedese, una moneta di rame di Cristina di Svezia del 1644 che son i suoi 19,7 kg si stima sia la più pesante del mondo; parte del tesoro Lohe trovato nel 1937 a Gamla Stan, delle valute inflazionate della Repubblica di Weimar ed alcune medaglie del premio Nobel.